# Южный хип-хоп
Южный хип-хоп (англ. Southern hip hop), также известный как Southern rap (Южный рэп) и Dirty South (Грязный Юг) — один из поджанров хип-хоп культуры, возникший на Юге Соединённых Штатов Америки. Термин употребляется преимущественно для обозначения хип-хоп исполнителей из Атланты, Нового Орлеана, Хьюстона, Мемфиса и Майами. Юг является третьим крупным жанром хип-хоп культуры США (после Запада и Востока).
Ключевыми представителями южного хип-хопа являются: Игги Азалия, Lil Baby, Outkast, Migos, Lil Wayne, André 3000, UGK, Ludacris, Waka Flocka Flame, T.I., Lil Jon, Pitbull, Scarface, Future, Rick Ross, Rae Sremmurd, Gucci Mane, Young Thug, Travis Scott, Migos, 2 Chainz, Lil Yachty, Rich Homie Quan, 21 Savage, Big K.R.I.T.

## Зарождение и настоящее время

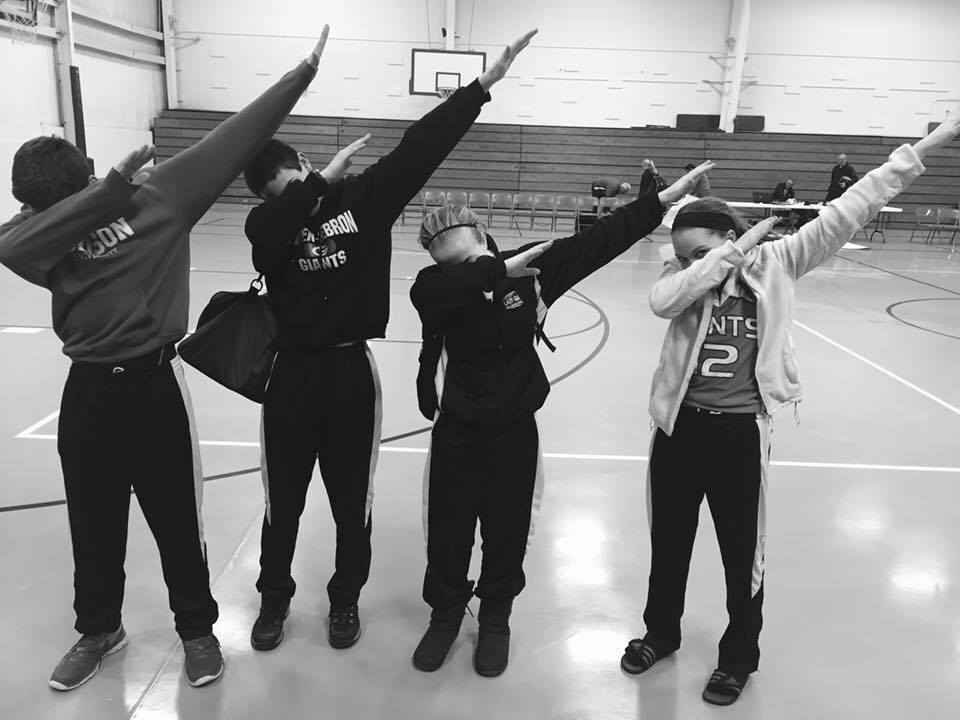
Южная группа Migos является одним из тех, кто популяризировал движение Dab (клип Migos — «Look At My Dab»)

На протяжении 1980-х и 1990-х на американском хип-хоп рынке доминировали рэперы с Восточного и Западного побережий США. Лос-Анджелес и Нью-Йорк — два города, в которых хип-хоп имел обширное внимание публики. В 1980-е на юге США началась волна подъёма хип-хоп-музыки. Geto Boys — группа из Хьюстона — стала одним из первых хип-хоп-групп с Юга США, которая получила широкую известность по всем США. Также успех к Южному хип-хопу пришёл после выпуска всё тех же Geto Boys второго альбома Grip It! On That Other Level в 1989 году. Запись этого альбома длилась год, её продюсером выступил Рик Рубин. Затем в 1991 вышел четвёртый альбом группы We Can’t Be Stopped, который был признан платиновым в 1992 году. После того как Geto Boys поднялись к славе хип-хопа, Хьюстон стал столицей Южного хип-хопа. На славу вышла группа 2 Live Crew, в треках которых использовались тяжелые удары сабвуферов. В конце 1980-х годов появились и другие группы из других городов, такие как UGK из Порт-Артура, 8 Ball & MJG из Мемфиса. В начале 2000-х на Юге появились новые исполнители, вроде T.I., Ludacris, Lil Jon, Young Jeezy из Атланты, Trick Daddy и Rick Ross из Майами, а также один из популярнейших исполнителей начала XXI века — Lil Wayne из Нового Орлеана, который сумел навязать борьбу рэперам из Нью-Йорка, вроде Nas и Jay Z. Наибольший расцвет южного хип-хопа случился в период 2002 по 2004, когда около 50-60 % всех музыкальных хип-хоп хитов приходились на исполнителей из Юга.
На данный момент ярчайшими представителями хип-хоп культуры Юга являются: Juicy J , Migos, Young Thug, Future, Travis Scott, 2 Chainz, Rae Sremmurd, Waka Flocka Flame, Gucci Mane, Rich Homie Quan, Big K.R.I.T., 21 Savage, Rick Ross, Denzel Curry и Lil Yachty. Помимо исполнителей Юга, многие другие артисты не из Южного побережья, вроде French Montana, ASAP Rocky и Lil Uzi Vert зарекомендовали себя, выступая под южные биты.